# An Arcadian Maid

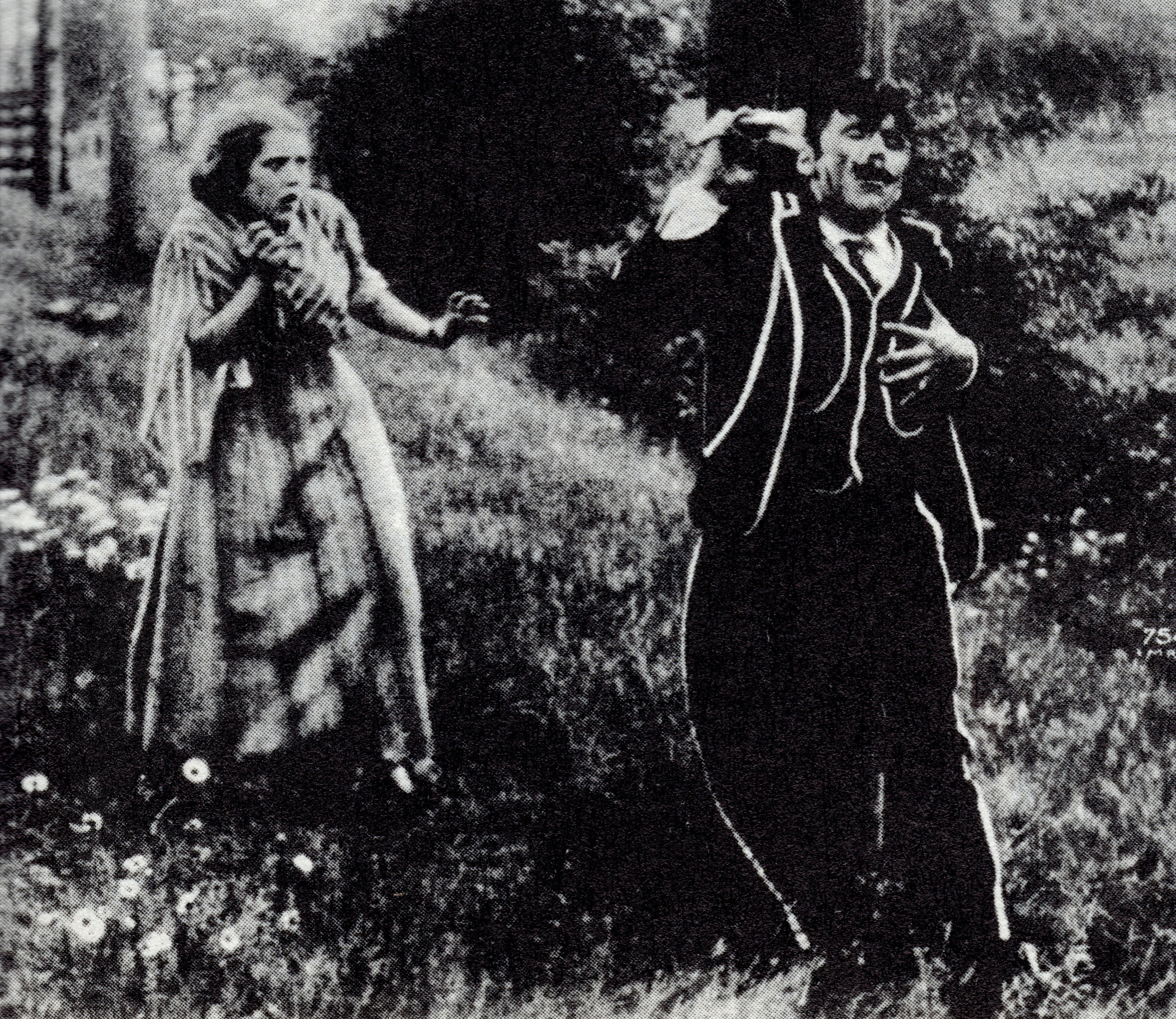
Mary Pickford i Mack Sennett en un fotograma de la pel·lícula

An Arcadian Maid és una pel·lícula muda de la Biograph dirigida per D. W. Griffith a partir d’un guió de Stanner E.V. Taylor i protagonitzada per Mary Pickford i Mack Sennett. Rodada a Nova Jersey, es va estrenar el 1 d’agost de 1910.

## Argument
Priscilla és una noia que busca feina de criada en una granja. S'entrevista amb la dona del granger que l’acaba acceptant. Un dia coneix un venedor ambulant poc de fiar que li fa creure que ella és alguna cosa més que la criada d'un granger. Tant coqueteja amb ella que al final l’enamora però l’home resulta ser un borratxo, un jugador i un lladre. Quan ell es troba apressat per pagar els deutes de joc li demana que robi els diners de la granja ja que si no aconsegueix pagar no es podrà casar amb ella. Un cop li entrega els diners, en lloc de trobar-se on havien quedat, el venedor ambulant marxa de la ciutat en tren. Per una baralla al tren és llençat a les vies i, malferit, arriba a caure mort als peus de Priscilla. Ella, adonant-se de les conseqüències del robatori recupera els diners del cadàver i els torna abans que ningú descobreixi la pèrdua. L'última escena mostra a la criada tocant la creu del collar i resant.

## Repartiment
- Mary Pickford (Priscilla)
- Mack Sennett (venedor ambulant)
- George Nichols (el granger)
- Kate Bruce (la grangera)
- Francis J. Grandon (al tren)
- Henry Lehrman (a la sala de joc/al tren)
- Charles Craig (a la sala de joc)
- Edward Dillon (a la sala de joc)
- John T. Dillon (a la sala de joc)
- Joseph Graybill (a la sala de joc)
- W. Chrystie Miller (al tren)
- Anthony O'Sullivan (al tren)
- Alfred Paget (al tren)
- Frank Evans (primer home)
- William J. Butler (segon home)
- Vivian Prescott (a la sala de joc)